# Alfonso de Borbón y Borbón
Infant Alfons Španělský (don Alfonso Cristino Teresa Ángelo Francisco de Asís y Todos los Santos de Borbón y Borbón Dos-Sicilias; 3. října 1941 – 29. března 1956) byl mladší bratr krále Juana Carlose I. Španělského. Byl také nejmladším synem infanta Jana, hraběte z Barcelony a princezny Maríe de las Mercedes Bourbonsko-Sicilské, a vnukem krále Alfonse XIII.

## Mládí
Alfonso se narodil v hotelu NH Firenze Anglo American v Římě[1] jako nejmladší syn infanta Jana Španělského, hraběte z Barcelony, a jeho manželky, princezny Marie Mercedes Bourbonsko-Sicilské. Jeho kmotrem byl infant Alfonso de Orleans y Borbón; jeho kmotra byla sestra jeho otce infantka María Cristina Španělská. V rámci své vlastní rodiny se mu říkalo Alfonsito, aby se odlišil od ostatních členů rodiny jménem Alfonso.
Když byl Alfonso ještě dítě, jeho rodina se přestěhovala do Lausanne ve Švýcarsku, kde žila ve Villa Les Rocailles. V únoru 1946 se rodina přestěhovala na portugalskou riviéru.
V roce 1947 Alfonso poprvé navštívil Španělsko na pozvání caudilla Francisca Franca. V roce 1950 byl se svým bratrem Juanem Carlosem poslán studovat do Španělska. Nejprve žili v San Sebastiánu, kde byla v paláci Miramar zřízena soukromá škola. V červnu 1954 je přijal generál Franco v paláci Pardo. Později Alfonso a Juan Carlos navštěvovali vojenskou akademii v Zaragoze.

## Smrt a pohřeb
Večer na Zelený čtvrtek 29. března 1956 byli Alfonso a Juan Carlos na velikonoční prázdniny v domě svých rodičů Villa Giralda v portugalském Estorilu, kde Alfonso zemřel při střelecké nehodě. Španělské velvyslanectví v Portugalsku vydalo oficiální komuniké:
Zatímco Jeho Výsost infant Alfonso včera večer se svým bratrem čistil revolver, zasáhla ho rána do čela a do několika minut ho zabila. K nehodě došlo ve 20:30 hodin po návratu infanta z bohoslužby na Zelený čtvrtek, během níž přijímal svaté přijímání.
Alfonso dříve toho dne vyhrál místní juniorský golfový turnaj, pak šel na večerní mši a spěchal za Juanem Carlosem, který se vrátil domů na velikonoční prázdniny z vojenské školy. Tvrdí se, že Juan Carlos si začal hrát s revolverem ráže .22, který Alfonsovi zjevně daroval generál Franco. V novinách se objevily zvěsti, že revolver ráže .22 ve skutečnosti držel v okamžiku výstřelu Juan Carlos.
Protože byli jediní dva v místnosti, není jasné, jak byl Alfonso zastřelen, ale podle Josefiny Carolo, švadleny matky Juana Carlose, Juan Carlos namířil pistoli na Alfonsa a stiskl spoušť, aniž by tušil, že je pistole nabitá. Bernardo Arnoso, portugalský přítel Juana Carlose, také řekl, že Juan Carlos vystřelil z pistole, aniž by věděl, že je nabitá, a dodal, že kulka se odrazila od zdi a zasáhla Alfonsa do obličeje. Helena Matheopoulos, řecká autorka, která mluvila se sestrou Juana Carlose Pilar, řekla, že Alfonso byl mimo místnost, a když se vrátil a otevřel dveře, dveře vrazily do paže Juana Carlose, což způsobilo, že vystřelil z pistole.
Infant Jan, hrabě z Barcelony, otec dětí, údajně někdy po Alfonsově smrti hodil zbraň do moře.
Pohřební liturgie za Alfonse se konala na Bílou sobotu a předsedal jí monsignor Fernando Cento, apoštolský nuncius v Portugalsku. Pohřben byl na obecním hřbitově v Cascais v Portugalsku. V říjnu 1992 byl znovu pohřben v Pantheonu princů z El Escorial nedaleko Madridu.

## Vývod z předků
|                            |                                    |  |                                  |                                              |  |  |  |  |  |  |  | František Cádizský |
|                            |                                    |  |                                  |                                              |  |  |  |  |  |  |  |                    |
|                            | Alfons XII.                        |  |                                  |                                              |  |  |  |  |  |  |  |                    |
|                            |                                    |  |                                  |                                              |  |  |  |  |  |  |  |                    |
|                            |                                    |  |                                  | Isabela II. Španělská                        |  |  |  |  |  |  |  |                    |
|                            |                                    |  |                                  |                                              |  |  |  |  |  |  |  |                    |
|                            | Alfons XIII.                       |  |                                  |                                              |  |  |  |  |  |  |  |                    |
|                            |                                    |  |                                  |                                              |  |  |  |  |  |  |  |                    |
|                            |                                    |  |                                  | Karel Ferdinand Rakousko-Těšínský            |  |  |  |  |  |  |  |                    |
|                            |                                    |  |                                  |                                              |  |  |  |  |  |  |  |                    |
|                            | Marie Kristýna Rakouská            |  |                                  |                                              |  |  |  |  |  |  |  |                    |
|                            |                                    |  |                                  |                                              |  |  |  |  |  |  |  |                    |
|                            |                                    |  |                                  | Alžběta Františka Marie Habsbursko-Lotrinská |  |  |  |  |  |  |  |                    |
|                            |                                    |  |                                  |                                              |  |  |  |  |  |  |  |                    |
|                            | Jan Bourbonský                     |  |                                  |                                              |  |  |  |  |  |  |  |                    |
|                            |                                    |  |                                  |                                              |  |  |  |  |  |  |  |                    |
|                            |                                    |  |                                  | Alexandr Hesensko-Darmstadtský               |  |  |  |  |  |  |  |                    |
|                            |                                    |  |                                  |                                              |  |  |  |  |  |  |  |                    |
|                            | Jindřich z Battenbergu             |  |                                  |                                              |  |  |  |  |  |  |  |                    |
|                            |                                    |  |                                  |                                              |  |  |  |  |  |  |  |                    |
|                            |                                    |  |                                  | Julie von Hauke                              |  |  |  |  |  |  |  |                    |
|                            |                                    |  |                                  |                                              |  |  |  |  |  |  |  |                    |
|                            | Viktorie z Battenbergu             |  |                                  |                                              |  |  |  |  |  |  |  |                    |
|                            |                                    |  |                                  |                                              |  |  |  |  |  |  |  |                    |
|                            |                                    |  |                                  | Albert Sasko-Kobursko-Gothajský              |  |  |  |  |  |  |  |                    |
|                            |                                    |  |                                  |                                              |  |  |  |  |  |  |  |                    |
|                            | Beatrix Sasko-Koburská             |  |                                  |                                              |  |  |  |  |  |  |  |                    |
|                            |                                    |  |                                  |                                              |  |  |  |  |  |  |  |                    |
|                            |                                    |  |                                  | Viktorie                                     |  |  |  |  |  |  |  |                    |
|                            |                                    |  |                                  |                                              |  |  |  |  |  |  |  |                    |
| Alfonso de Borbón y Borbón |                                    |  |                                  |                                              |  |  |  |  |  |  |  |                    |
|                            |                                    |  |                                  |                                              |  |  |  |  |  |  |  |                    |
|                            |                                    |  | Ferdinand II. Neapolsko-Sicilský |                                              |  |  |  |  |  |  |  |                    |
|                            |                                    |  |                                  |                                              |  |  |  |  |  |  |  |                    |
|                            | Alfons Neapolsko-Sicilský          |  |                                  |                                              |  |  |  |  |  |  |  |                    |
|                            |                                    |  |                                  |                                              |  |  |  |  |  |  |  |                    |
|                            |                                    |  |                                  | Marie Terezie Izabela Rakouská               |  |  |  |  |  |  |  |                    |
|                            |                                    |  |                                  |                                              |  |  |  |  |  |  |  |                    |
|                            | Karel Bourbonsko-Sicilský          |  |                                  |                                              |  |  |  |  |  |  |  |                    |
|                            |                                    |  |                                  |                                              |  |  |  |  |  |  |  |                    |
|                            |                                    |  |                                  | František Neapolsko-Sicilský                 |  |  |  |  |  |  |  |                    |
|                            |                                    |  |                                  |                                              |  |  |  |  |  |  |  |                    |
|                            | Marie Antonie Neapolsko-Sicilská   |  |                                  |                                              |  |  |  |  |  |  |  |                    |
|                            |                                    |  |                                  |                                              |  |  |  |  |  |  |  |                    |
|                            |                                    |  |                                  | Marie Izabela Toskánská                      |  |  |  |  |  |  |  |                    |
|                            |                                    |  |                                  |                                              |  |  |  |  |  |  |  |                    |
|                            | Marie Mercedes Bourbonsko-Sicilská |  |                                  |                                              |  |  |  |  |  |  |  |                    |
|                            |                                    |  |                                  |                                              |  |  |  |  |  |  |  |                    |
|                            |                                    |  |                                  | Ferdinand Filip Orleánský                    |  |  |  |  |  |  |  |                    |
|                            |                                    |  |                                  |                                              |  |  |  |  |  |  |  |                    |
|                            | Filip Pařížský                     |  |                                  |                                              |  |  |  |  |  |  |  |                    |
|                            |                                    |  |                                  |                                              |  |  |  |  |  |  |  |                    |
|                            |                                    |  |                                  | Helena Meklenbursko-Zvěřínská                |  |  |  |  |  |  |  |                    |
|                            |                                    |  |                                  |                                              |  |  |  |  |  |  |  |                    |
|                            | Luisa Orleánská                    |  |                                  |                                              |  |  |  |  |  |  |  |                    |
|                            |                                    |  |                                  |                                              |  |  |  |  |  |  |  |                    |
|                            |                                    |  |                                  | Antonín Orleánský                            |  |  |  |  |  |  |  |                    |
|                            |                                    |  |                                  |                                              |  |  |  |  |  |  |  |                    |
|                            | Marie Isabela Orleánská            |  |                                  |                                              |  |  |  |  |  |  |  |                    |
|                            |                                    |  |                                  |                                              |  |  |  |  |  |  |  |                    |
|                            |                                    |  |                                  | Luisa Fernanda Španělská                     |  |  |  |  |  |  |  |                    |
|                            |                                    |  |                                  |                                              |  |  |  |  |  |  |  |                    |